# Pcheng Š’
Pcheng Š’ (čínsky pchin-jinem Péng Shí, znaky zjednodušené 彭时, tradiční 彭時; 1416 – 27. dubna 1475), byl politik čínské říše Ming. Císař Ťing-tchaj ho na podzim 1449 jmenoval velkým sekretářem, ale následujícího roku přeložil do akademie Chan-lin. Do sekretariátu se Pcheng Š’ vrátil až roku 1457 po převratu, kterým se vrátil na trůn Jing-cung. Velkým sekretářem zůstal do své smrti, přičemž od roku 1468 zastával pozici prvního velkého sekretáře, to už však sloužil Jing-cungovu synovi, císaři Čcheng-chuovi.

## Jména
Pcheng Š’ používal zdvořilostní jméno Čchun-tao (čínsky pchin-jinem Chúndào, znaky zjednodušené 纯道, tradiční 純道) a také Chung-tao (čínsky pchin-jinem Hóngdào, znaky 宏道) a pseudonym Kche-čaj (čínsky pchin-jinem Kězhāi, znaky zjednodušené 可斋, tradiční 可齋). Po smrti obdržel posmrtné jméno Wen-sien (čínsky pchin-jinem Wénxiàn, znaky zjednodušené 文宪, tradiční 文憲).

## Život
Pcheng Š’ se narodil roku 1416, pocházel z okresu An-fu v prefektuře Ťi-an na jihu provincie Ťiang-si). Vynikl v úřednických zkouškách, palácové zkoušky absolvoval a hodnost ťin-š’ získal roku 1448 jako nejlepší ze všech kandidátů.
Už na podzim 1449, ve dnech tchumuské krize byl povolán do velkého sekretariátu a podílel se na nastolení císaře Ťing-tchaje. Záhy však císaře rozzlobil, když v období krize požádal o uvolnění kvůli smutku za zemřelou matku. Začátkem roku 1450 byl odvolán a do konce Ťing-tchajovy vlády setrval v akademii Chan-lin v nižších funkcích. Začátkem roku 1457 se pučem dostal k moci císař Jing-cung a po Sü Jou-čenově odvolání ze sekretariátu byl v létě 1457 Pcheng Š’ jmenován velkým sekretářem podruhé.
Jako velký sekretář respektoval a uznával Li Siena (první velký sekretář v letech 1457–1467) se kterým tvořil silnou dvojici státníků, i když osobně ho neměl rád. Naopak byl přítel velkého sekretáře Šang Lua.
Roku 1464 nahradil Jing-cunga na trůnu říše Ming jeho syn Čcheng-chua a Pcheng Š’ k funkci sekretáře obdržel i formální místo náměstka ministra státní správy (1464), následující rok byl (opět formálně) povýšen na ministra vojenství. Roku 1467 se stal vychovatelem korunního prince. Roku 1468, po smrti Čchen Wena, postoupil na místo prvního velkého sekretáře, které zaujímal do konce života. Zemřel 27. dubna 1475, za jeho zásluhy mu císař udělil posmrtné jméno Wen-sien (čínsky pchin-jinem Wénxiàn, znaky zjednodušené 文宪, tradiční 文憲).